# 黑紋稀棘䲁
黑紋稀棘䲁（學名：Meiacanthus nigrolineatus），為輻鰭魚綱鳚形目䲁科稀棘䲁屬的一種，分布於西印度洋紅海及亞丁灣海域，深度0至20公尺，本魚體延長，稍側扁，頭頂無冠膜，無鬚，下頜兩側有犬齒具有毒腺，頭部和身體前1/3藍色、藍紫色並散布白色細點，身體2/3從米色向後轉為淡黃色、黃色，體側有一條黑色縱紋，從眼後延伸至尾柄處，背鰭黑色，尾鰭上下葉邊緣黑色，體長可達9.5公分，棲息在沿岸珊瑚礁，雌魚產附著性卵，雄魚有護卵行為，生活習性不明，可做為觀賞魚。